# Seebach (Unrechttraisen, bei Kroatendorf)
Der Seebach ist ein rechter Zufluss zur Unrechttraisen bei St. Aegyd am Neuwalde in Niederösterreich.
Der Seebach entspringt östlich von Am Seebach und entwässert die Waldgebiete westlich des Schwaigerkogels (943 m ü. A.), nimmt später den aus der Ortslage Haselsteiner abfließenden Bach von rechts auf und danach den aus Hintereck kommenden linken Zubringer, um bei Kroatendorf von rechts in die Unrechttraisen zu münden. Das Einzugsgebiet des Seebaches umfasst 4,4 km² in weitgehend bewaldetem Gebiet.
Dieser Bach ist nicht zu verwechseln mit dem Seebach des Seebachtales, der bei Hofamt in die Unrechttraisen fließt.